# Léonie Villard
Pour les articles homonymes, voir Villard.
Léonie Villard, née le 30 novembre 1878 à Lyon et morte le 4 mai 1970 à Saint-Germain-sur-Avre, est une critique littéraire française et professeure à l'université de Lyon. C'est la première femme professeure de lettres dans une université française.

## Biographie
Jeanne Léonie Antoinette Villard naît à Lyon en 1878, fille de Léon Villard, négociant, et de Marie Jeanne Chalamel, son épouse,.
En 1906, elle obtient à l' École normale supérieure d'enseignement secondaire pour  les jeunes filles, à Sèvres, un certificat d'aptitude à l'enseignement de l'anglais,. Le 6 février 1915, elle soutient à la faculté des lettres de l'Université de Paris sa thèse de doctorat ès lettres, Jane Austen, sa vie et son œuvre, 1775-1817 — première thèse consacrée en France à Jane Austen — et la publie à Lyon,.
En 1917, elle reçoit le prix Rose-Mary-Crawshay pour cet ouvrage. Son livre La Femme anglaise au XIXe siècle et son évolution d'après le roman anglais contemporain publié en 1920 fait l'objet d'un compte-rendu de Virginia Woolf le 18 mars 1920 dans la revue The Times Literary Supplement sous le titre Men and women,,.
En 1921-1922 elle enseigne une année à l'université de Grenoble avant de rejoindre l'université de Lyon où elle est nommée professeur de littératures anglaise et américaine. En 1928 elle devient titulaire d'une chaire de littératures anglaise et américaine à l'université de Lyon, ce qui fait d'elle la première femme à être titulaire d'une chaire de littérature à l'Université en France. Mise à la retraite en 1941 en application de la Loi de Vichy d'octobre 1940, elle réintègre son poste à la rentrée 1944 avant de prendre officiellement sa retraite en 1948.
Elle enseigne à la faculté du Mount Holyoke College, une université pour femmes américaine, dans le Massachusetts, en 1937 et 1950-1951.
Pendant la Seconde Guerre mondiale, sous le régime de Vichy, elle tient un journal manuscrit, conservé par ce collège et désormais traduit en français et publié, complété d'une biographie et d'une bibliographie.
Le fonds de la bibliothèque en langue anglaise de Léonie Villard est conservé à l'Université Grenoble Alpes.
Léonie Villard meurt en 1970 à Saint-Germain-sur-Avre, à l'âge de 91 ans.
Le 6 décembre 2023, a été inaugurée la salle Léonie Villard à l'Université Lyon 2.

## Publications sélectionnées
- Jane Austen. Sa vie et son œuvre, Lyon, A. Rey, 1915, 399 p. (numéro des Annales de l'université de Lyon)[17].
- La Femme anglaise au XIXe siècle et son évolution d'après le roman anglais contemporain, Paris, Henri Didier, 1920, 322 p.[18].
- Le Théâtre américain, Boivin & Cie, Paris, 1929 (collection : Bibliothèque de la Revue des cours et conférences) ; prix de l'Académie française, 1930[19].
- La Poésie américaine. Trois siècles de poésie lyrique et de poèmes narratifs, Paris, Bordas frères et Éditions françaises nouvelles, 1945, 192 p.
- La France et les États-Unis. Échanges et Rencontres (1524–1800), Lyon, Éditions de Lyon, 1952, 407 p.[20]
- Essai de psychologie de la grammaire anglaise, Paris, Les Belles Lettres, 1957, 109 p.[21].
- Panorama du théâtre américain du renouveau, 1915-1962, Paris, Seghers, 1964, 320 p.